# 울라인들의 중독
「울라인들의 중독」(아일랜드어: Mesca Ulad 메스커 울라)는 아일랜드 신화의 얼스터 대계에 속하는 이야기로, 12세기 필사본 『라긴의 서』와 『회갈색 암소의 서』에 보존되어 있다. "울라인들의 중독"이라는 제목이 명시되는 것은 『라긴의 서』 쪽 판본이다. 『라긴의 서』에 실린 판본은 중세 게일어로 쓰였는데 뒷부분이 없고, 『회갈색 암소의 서』에 실린 판본은 고대 게일어로 쓰였는데 앞부분이 없다.
서우인 날 울라인들이 잔치를 벌이는데, 북쪽의 둔 다 벤(Dún Dá Bhenn, 오늘날의 데리주 소재)과 동쪽의 둔 달건(쿠 훌린의 성탑. 오늘날의 라우스주 소재) 중 어디에서 잔치를 벌일지 정하지 못했다. 그래서 둔 다 벤에서 먼저 잔치를 하고 밤새 이동하여 둔 달건에서 잔치를 또 하기로 했다. 그러나 술이 취한 울라인들은 남쪽으로 향해 키어리로 간다. 울라의 전통적인 적 무운인들은 울라인들에게 접대를 베푼다. 그러나 그들이 울라인들을 들여보낸 집은 나무를 붙여 집처럼 꾸민 쇠우리였다. 무운인들은 쇠우리 밑에 불을 지펴 울라인들을 구워죽이려 한다. 하지만 울라인들은 죽지 않았다.